# Zebraman
Zebraman (ゼブラーマン, Zeburaman) é um filme de 2004  dirigido por Takashi Miike. o nome do filme é referencia ao nome do personagem "Zebraman". Tem uma sequencia, Zebraman: Vengeful Zebra City, feito em  2010 com a participação de Masahiro Inoue de Kamen Rider Decade no elenco.

## Historia
Em  2010, Um fracassado  professor de 3 grau e um pai de família, Shinichi Ichikawa vive com sua esposa , sua filha adolescente que gosta de namorar homens mais velhos, e seu filho que está intimidado por causa da presença do pai na escola. Escapando da vida quotidiana, Shinichi secretamente se veste todas as noites como "Zebraman",seu heroi de  infância , cuja série de TV fora cancelada há vários anos sem explicação após o sétimo episódio. a historia se desenrola quando uma onda de crimes e assassinatos estranhos ocorrem em torno da escola onde trabalha Shinichi.No caminho  para casa , ele luta contra um caranguejo serial killer mascarado , quando ele começa a exibir superpoderes reais. Confrontando mais criminosos que são possuídos por uma força alienígena, Shinichi aprende que a série Zebraman foi realmente uma profecia de advertência de uma invasão real alienígena escrito pelo diretor da escola,  Shinichi percebe que apenas ele pode deter essa invasão alienígena

## Elenco
- Show Aikawa = Shinichi Ichikawa/Zebraman
- Kyoka Suzuki =  Kana Asano/Zebra nurse
- Naoki Yasukochi = Shinpei Asano
- Atsuro Watabe = Oikawa
- Koen Kondo = Segawa
- Makiko Watanabe = Yukiyo Ichikawa
- Yui Ichikawa = Midori Ichikawa
- Yoshimasa Mishima = Kazuki Ichikawa
- Ren Osugi = Kuniharu Kuroda
- Teruyoshi Uchimura = Ippongi
- Akira Emoto = Kitahara o homem-caranguejo
- Ryo Iwamatsu = Kanda
- Yu Tokui = Piromaniaco
- Yoji Boba Tanaka
- Arata Furuta = berinjela Vendor
- Kumiko Aso = Clerk
- Yoshihiko Hakamada
- Miyako Kawahara
- Hideki Sone
- Masayuki Fukushima
- Satoru Hamaguchi namorado de Midori
- Hiroshi Watari =  Zebraman da série de tv

## Outro créditos
- Produzido por
  - Shigeyuki Endō - planejamento
  - Kumi Fukuchi - planejamento
  - Akio Hattori - produtor
  - Takashi Hirano - produtor executivo: TBS
  - Mitsuru Kurosawa - produtor executivo: Toei/Tôei
  - Makoto Okada - produção
- desenho de produção: Akira Sakamoto
- dep.de som: Yoshiya Obara - som
- produção de CGI: Misako Saka
- diretor de iluminação: Seiichirô Mieno

## Curiosidades
- No filme ,mostra cenas da antiga serie ( fictícia ) Zebraman,onde o personagem principal é feito pelo ator de tokusatsu Hiroshi Watari famosos por aqui pelas série Sharivan , boomerman em Jaspion, Spielvan.

## Manga
O roteiro do filme foi adaptado em um mangá de cinco volumes por Reiji Yamada. O mangá contou sua própria história, focando o relacionamento entre o personagem principal tem com seus dois filhos. Ao contrário do filme, Zebraman nunca ganha poderes, restando apenas um homem em uma roupa, até o amargo fim.

## References
1. ↑  «哀川翔 25周年に主演映画『ゼブラーマン』続編  ニュース-ORICON STYLE-». Consultado em 7 de agosto de 2009

- GOO Movies